# Secteur pastoral de Palaiseau
Pour la commune, voir Palaiseau.
Le secteur pastoral de Palaiseau est une circonscription administrative de l'église catholique de France, subdivision du diocèse d'Évry-Corbeil-Essonnes.

## Histoire
Le synode diocésain de 1987 a modifié le statut du doyenné en secteur pastoral.

## Organisation
Le secteur pastoral de Palaiseau est rattaché au diocèse d'Évry-Corbeil-Essonnes, à l'archidiocèse de Paris et à la province ecclésiastique de Paris. Il est situé dans le vicariat Nord et la zone urbaine du diocèse.

### Paroisses suffragantes
Le siège du doyenné est fixé à Palaiseau. Le secteur pastoral de Palaiseau regroupe les paroisses des communes de:
- Bièvres,
- Igny,
- Palaiseau (trois paroisses),
- Vauhallan,
- Villebon-sur-Yvette,
- Villejust.

### Prêtres responsables
| Période                                  | Période  | Identité        | Fonction précédente | Observation |
| ---------------------------------------- | -------- | --------------- | ------------------- | ----------- |
| ?                                        | en cours | Juvénal Rutumbu |                     | -           |
| Les données manquantes sont à compléter. |          |                 |                     |             |

## Patrimoine religieux remarquable
- Église Saint-Martin à Bièvres ;
- Église Saint-Pierre à Igny ;

- Chapelle Saint Nicolas d'Igny (Essonne);
- Église Saint-Martin à Palaiseau ;
- Église Saint-Rigomer-Sainte-Ténestine à Vauhallan.

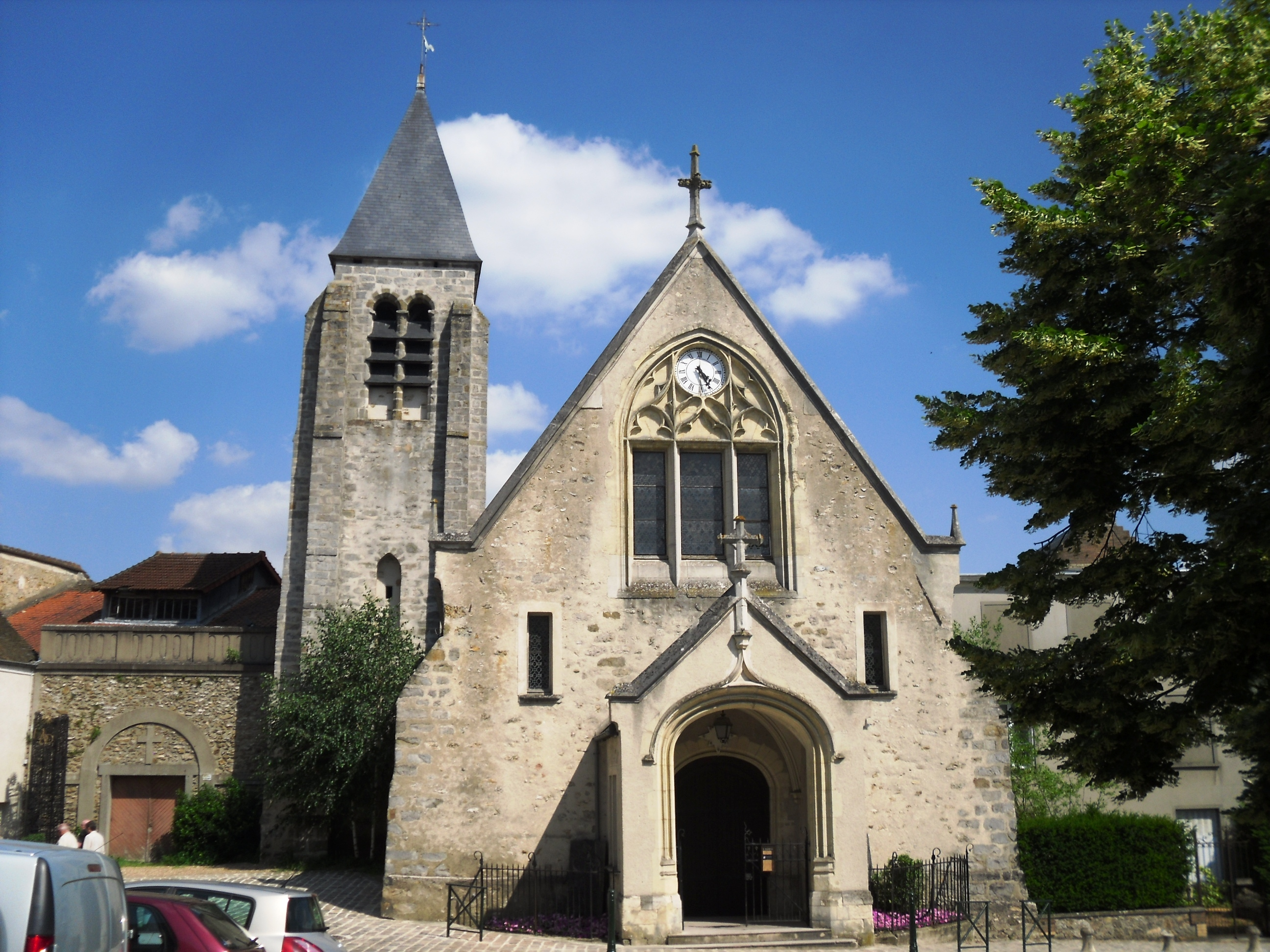
L'église Saint-Martin de Bièvres.
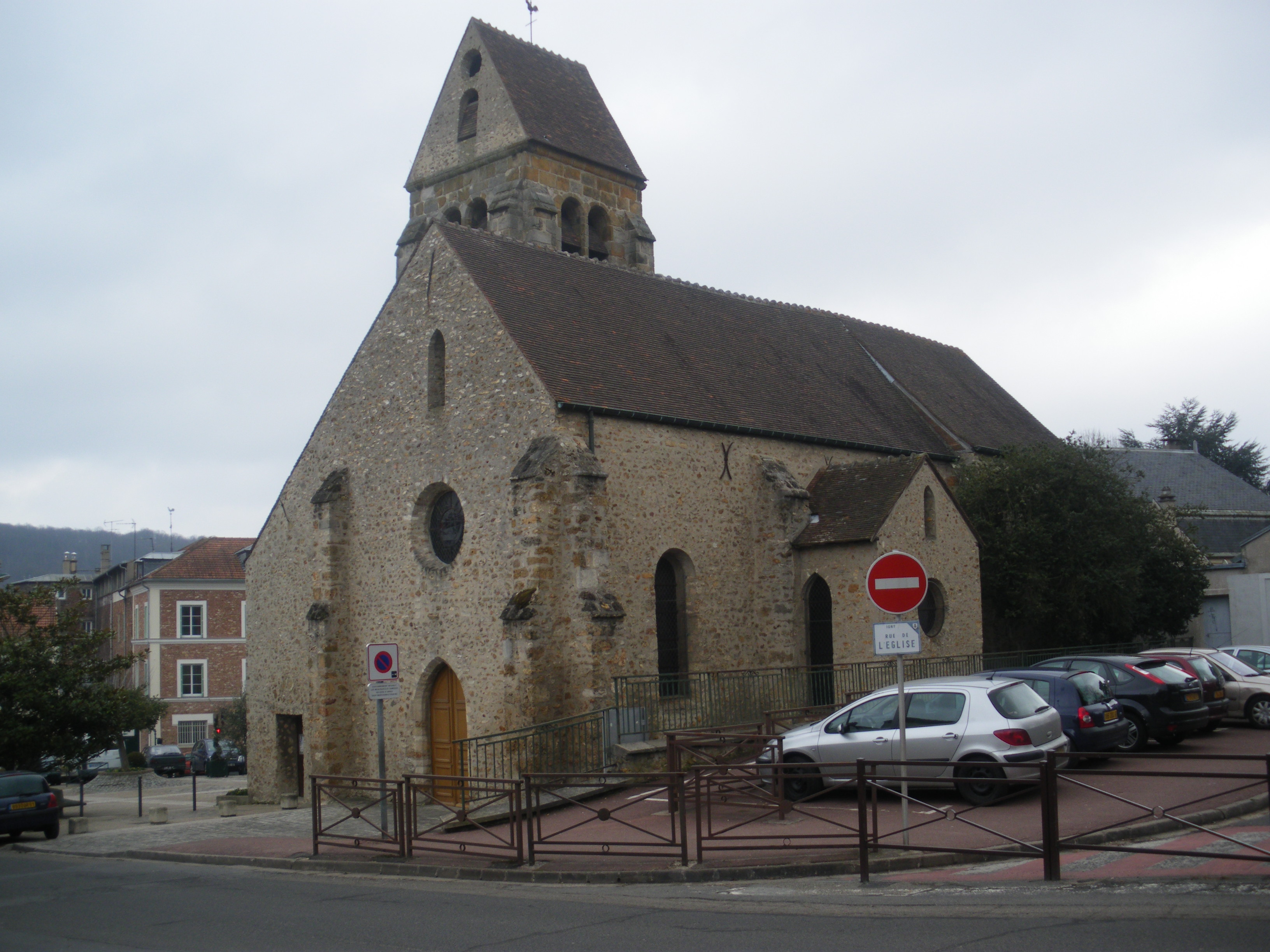
L'église Saint-Pierre d'Igny.
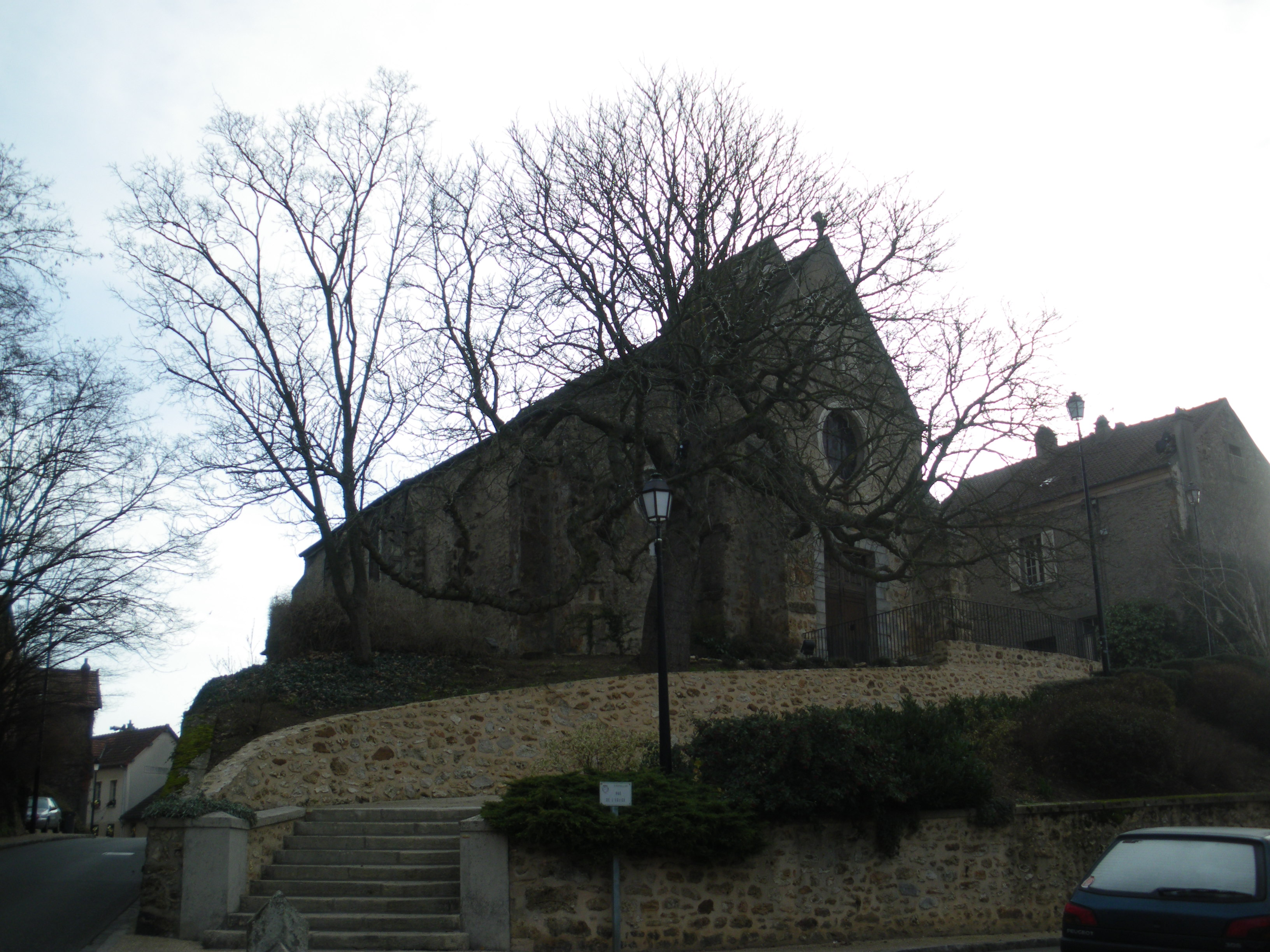
L'Église Saint-Rigomer-Sainte-Ténestine de Vauhallan.

## Pour approfondir

## Sources
1. ↑  « Carte du découpage en secteurs sur le site du diocèse. »(Archive.org • Wikiwix • Archive.is • Google • Que faire ?) Consulté le 10/08/2010.